# Ischnocnema sambaqui
Eleutherodactylus sambaqui là một loài ếch trong họ Leptodactylidae. Chúng là loài đặc hữu của Brasil.
Môi trường sống tự nhiên của chúng là rừng sú vẹt nhiệt đới hoặc cận nhiệt đới. Loài này đang bị đe dọa do mất môi trường sống.